# Сирће
Сирће или оцат (лат. Acetum - сирће) је у исхрани, односно кулинарству врста прилога јелу, зачина, конзерванс, киселкастог укуса. Добија се врењем (ферментацијом) алкохола (етанола), чији је главни производ сирћетна киселина. Стоно сирће које се користи у прехрани користи у просјеку између 4% до 8% нерастворене сирћетне киселине, а у неким случајевима и до 18%. Обично се сирћетна киселина производи ферментацијом етанола или шећера бактеријама сирћетне киселине. Постоји много врста сирћа, у зависности од изворних материјала. Сирће се сада углавном користи у кулинарству: као ароматични, кисели састојак за кување или за кисељење.
Као најлакше произведена блага киселина, у историји је имала широку палету индустријских и домаћих употреба (као што је употреба као средство за чишћење у домаћинству).

## Етимологија
Реч сирће је позајмљеница из персијског (перс.  — „serke”) преко турског језика (тур. sirke).

## Хемија
Конверзија етанола и кисеоника (O2) у сирћетну киселину одвија се у складу са следећом реакцијом:

### Полифеноли
Vinegar contains numerous flavonoids, phenolic acids, and aldehydes, which vary in content depending on the source material used to make the vinegar, such as orange peel or various fruit juice concentrates.

## Историја
Иако је прављење сирћа старо колико и алкохолно врење, први документовани докази о производњи и употреби сирћа били су они које су оставили стари Вавилонци око 3000. пне. Они су сирће су првенствено правили од датула, смокава и пива, и користили су га у кулинарске и медицинске сврхе. Трагови тога такође су пронађени у египатским урнама. У источној Азији, Кинези су почели да професионализују производњу сирћета у династији Џоу. У књизи Џоу Ли, помиње се да су многа племенита или краљевска газдинства имала „припремача сирћа“ као специјализовану позицију. Већина производње сирћа тада је била концентрисана у данашњој провинцији Шанси у близини града Таијуан, који је и данас регион познат по производњи сирћа. Многе форме кинеског сирћа и њихова употреба у кулинарске и медицинске сврхе записани су у пољопривредном приручнику Ћимин Јаошу (齊民要術).
Грци и Римљани су често користили сирће направљено од вина. Спартанци су имали сирће као део традиционалне чорбе мелас зомос. Римски Колумела је описао састојке и поступак за производњу неколико врста сирћа у свом делу Res Rustica.
Током Средњег века, знатан допринос су направили исламски учењаци попут Џабира који је први изоловао сирћетну киселину дестилацијом сирћа. Производња сирћа такође се полако усавршавала у Европи, а француски град Орлеан постао је посебно познат по квалитету свог сирћета формализованим процесом ферментације и старења који је постао познат као Орлеански процес. У то доба сладно сирће почело је да се развија и у Енглеској, где је првобитно било познато као алгар. Балзамијско сирће такође је започело своју еволуцију у Моденском војводству у Италији, мада ће постати широко познато тек током Наполеонских ратова након што су га француске трупе продавала у иностранству.
У 19. веку производња сирћа претрпела је многе драматичне промене, попут брзе индустријализације, као и научне анализе. Први велики индустријски поступак за производњу сирћа изумео је Карл Себастијан Шаценбах у Краљевини Баден 1823. године. Познат као паковани генератор, циркулисан је алкохол преко букове струготине како би умаљило трајање ферментације са неколико месеци на 1-2 недеље. Овај поступак је такође олакшао успон сирћa направљеног од чистог алкохола које се назива алкохолно сирће или дестиловано бело сирће. Јапан је такође почео да индустријализује производњу сирћa током последњих дана шогуната Токугава када је Матацаемон Накано, човек из породица која се бавила традиционалним врењем сакеа, открио да се од талога сакеа може правити пиринчано сирће. Ово је помогло да се обезбеди обилна понуда sirća за растућу популарност сушија у Јапану. Компанија коју је основао, у данашње време позната као Мизкан, има седиште у Кјоту и највећи је произвођач сирћета на свету.

## Варијетети
Изворни материјали за производњу сирћета су различити: користи се различито воће, житарице, алкохолна пића и други ферментабилни материјали. Неке од често коришћених типова сирћa су:
- Јабуково сирће
- Винско сирће
- Пиринчано сирће
- Дестилованио сирће
- Сирће од слада
- Ароматично сирће
- Умебоши сирће

### Воћно сирће
Воћно сирће се прави од воћних вина, обично без икаквих додатних арома. Уобичајени укуси воћног сирћa су јабука, црна рибизла, малина, дуња и парадајз. Уобичајено, укуси оригиналног воћа остају у коначном производу. Већина воћног сирћa производи се у Европи, где постоји тржиште сирћa високих цена направљеног искључиво од одређеног воћа (за разлику од безвоћног сирћa коме је додато воће или воћне ароме). Неколико сорти се производи у Азији. Персимонско сирће, названо gam sikcho, уобичајено је у Јужној Кореји. Сирће од јујубе, звано цаоцу или хунгцаоцу, и сирће од гоџија производе се у Кини.
Јабуково сирће је направљено од јабуковаче или шире јабуке, а има браонкасто-златну боју. Понекад се продаје нефилтриран и непастеризовано са присутном матицом ускиснућа. Оно се може разблажити воћним соком или водом или засладити (обично медом) за конзумацију.
Нуспроизвод комерцијалног узгоја кивија је велика количина отпада у облику деформисаног или на други начин одбаченог воћа (што може чинити и до 30 процената урода) и киви комине. Једна од употреба комине је производња сирћa од кивија, која се комерцијално производи на Новом Зеланду бар од раних 1990-их, и у Кини од 2008.
Сирће од нара се у Израелу широко користи као прелив за салату, али и у вариву од меса и умацима. Сирће од сувог грожђа користи се у кухињама Блиског истока. Оно је мутно, средње смеђе боје, и благог укуса. Сирће од датула традиционални је производ Блиског истока и користи се у Саудијској Арабији и земљама Залива.

### Палмино сирће
Кокосово сирће, направљено од ферментисане кокосове воде или сока, користи се у великој мери у кухињи југоисточне Азије (посебно на Филипинима, где је познато као суканг туба), као и у неким од кухиња Индије и Шри Ланке, посебно у гоанској кухињи. Замућена бела течност, има нарочито оштар, кисели укус са благо квасном нијансом.
На Филипинима, постоје и друге врсте сирћa такође од палминог сока. Попут кокосовог сирћa, оне су нуспроизводи производње туба (палминог вина). Два најрашире произвођена сирћa су нипа палмино сирће (суканг нипа или суканг саса) и каонг палмино сирће (суканг каонг или суканг ирок). Заједно са кокосовим и тршчаним сирћeм, то су четири главне традиционалне врсте сирћета на Филипинима и важан су део филипинске кухиње. Нипа палмино сирће се прави од сока лисних петељки нипа палме. Оно има цитрусни укус и даје изразито мошусну арому. Каонг палмино сирће се прави од сокова цветних стабљика каонг палме. Оно је слађе је од свих осталих врста филипинског сирћета и обично се користи у преливу салате. Производи се и сирће од сока од бури палме, мада оно није заступљено у истој мери као сирће од кокоса, нипе и каонга. Каонг палмино сирће се такође производи у Индонезији и Малезији, иако није толико распрострањено као на Филипинима, јер индустрија палминог вина није толико раширена у тим земљама са већинским муслиманским живљом.

## Употреба
- Сирће се заједно са уљем користи у припреми салата.
- Као конзерванс се користи у припреми зимнице.
- Користи се за скидање каменца.